# Werner von Rosenfeldt

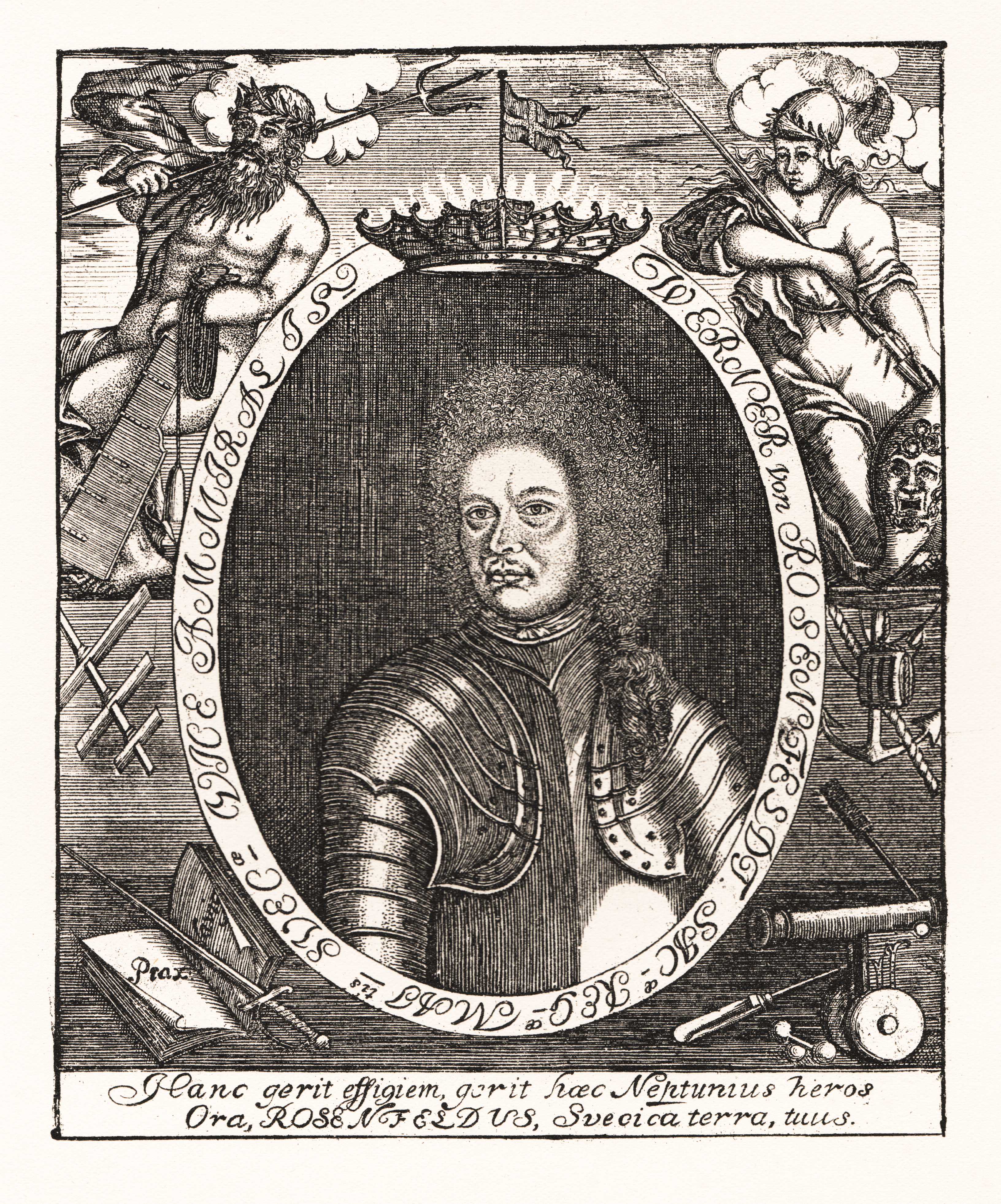
Werner von Rosenfeldt på samtida gravyr.

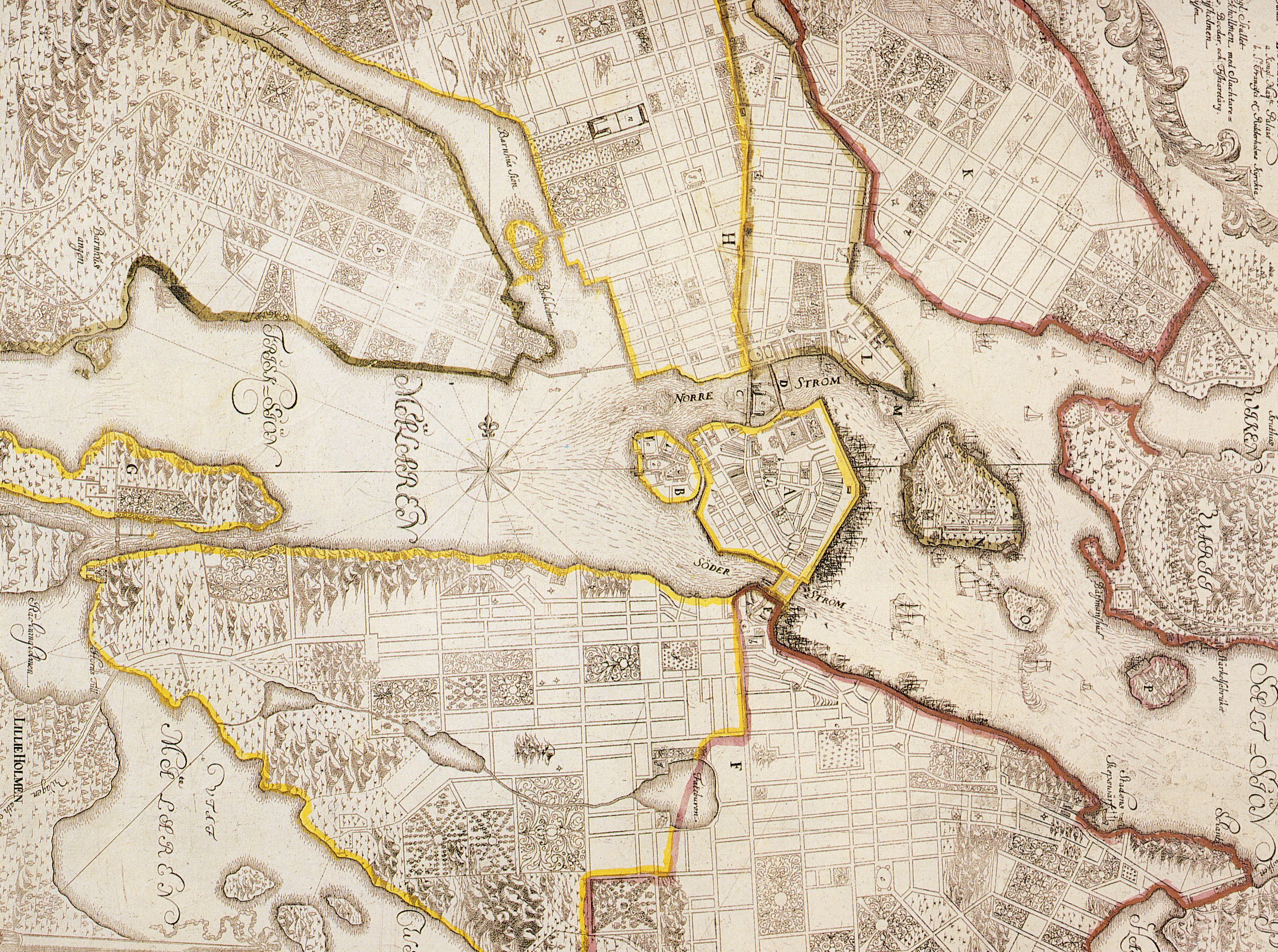
von Rosenfeldts karta över Stockholm 1702.

Werner von Rosenfeldt, ursprungligen Verner Reimers, född i november 1639 på Müntenhof, Turgels socken i Estland, död 5 december 1710 i Karlskrona, var en svensk amiral, kartograf, poet och kopparstickare.

## Biografi
Werner von Rosenfeldt var son till David Reimers till Myrtenhoff i Tungel i Estland, vilken år 1645 adlades med namnet von Rosenfeldt. Han ingick i den svenska flottan 1658 och blev 1660 underlöjtnant i Amiralitet han var i holländsk tjänst 1660–1666 och blev efter hemkomsten 1666 utnämnd  till överstelöjtnant och  gjorde sig bemärkt som en skicklig sjömilitär och nautisk expert. Han blev inspektör över lotsväsendet i Sverige Finland och Pommern 1679 och viceamiral 1680 samt holmamiral 1700. Som fackboksförfattare skrev han handboken Navigationen, eller styrmans-konsten som han illustrerade med 10 egna kopparstick. Han ritade 1701 en plankarta över Svea Rikets Hufvudstad som senare graverades av Anders Wikjkman. Han skrev även bröllops- och begravningsverser varav några utgavs anonymt i häftet Den waaksammes roo, eller lustige leedsamhet 1686. 
Bland hans dikter finns "Den vaksammes ro" och "Lustiga ledsamhet" samt en lovdikt över Stockholms stad som han utgav tillsammans med en graverad karta över staden. Per Hanselli gav dessutom 1873 ut en mängd handskrifter av von Rosenfeldt som förvaras av Uppsala universitetsbibliotek. 
von Rosenfeldt introducerades på Riddarhuset som ätten von Rosenfeldt med nummer 909 år 1679, men eftersom han bara fick döttrar slöt han sin ätt på svärdssidan när han avled år 1710. Han är begravd i Kalmar domkyrka.